# Panfilo di Cesarea
Panfilo (in greco antico: Πάμφιλος?, Pámphilos, in latino Pamphilus; Berytus, III secolo – Cesarea marittima, 16 febbraio 309) è stato uno studioso cristiano della Bibbia. Subì il martirio ed è venerato come santo dalla Chiesa cattolica e da quella ortodossa, che lo celebrano entrambe il 16 febbraio.

## Biografia
Nativo di una nobile famiglia, studiò nella scuola del filosofo Origene ad Alessandria d'Egitto, principale centro di produzione culturale e sede della più grande biblioteca del tempo distrutta nel 270. 
Nel 232 Origene fu espulso da Alessandria e fondò la propria scuola teologica e biblioteca a Cesarea di Palestina, che divenne la più grande del tempo. Origene morì a Tiro nel 254.
Panfilo fu amico e maestro di Eusebio (265-340), nella scuola fondata da Origene. Eusebio, che invece divenne vescovo nel 313, raccontò i dettagli della carriera di Panfilo nella sua opera in tre volumi "Vita di Panfilo", oggi perduta.
Panfilo di Cesarea fu ucciso per decapitazione a Cesarea marittima, con altri 12 compagni di fede, nel febbraio del 309 sotto l'imperatore Galerio.

## Opere

### Apologia di Origene
Composta insieme a Eusebio, degli originali sei libri solo il primo è stato conservato in una traduzione latina di Rufino (P. G., XVII 541-616).
Si inizia con la descrizione della stravagante asprezza dei sentimenti contro Origene, 
che era un uomo di profonda umiltà, di grande autorità nella Chiesa del suo tempo, e onorato con il sacerdozio.
Egli era sopra ogni cosa ansioso di rispettare le regole della fede tramandate dagli Apostoli. 
La solidità della sua dottrina sulla Trinità e l'Incarnazione è poi confermata dai copiosi estratti dai suoi scritti.
Infine nove accuse contro il suo insegnamento sono confrontate con passaggi dalle sue opere.
San Girolamo affermò nel suo "De Viris illustribus" che le apologie erano due: una di Panfilo ed una di Eusebio; scoprì il suo errore quando apparve la traduzione di Rufino, all'apice della controversia su Origene, e si affrettò a concludere che l'unico autore fosse Eusebio.
Egli addebita a Rufino, tra le altre cose, di avere tramandato sotto il nome del martire ciò che in realtà era opera dell'eterodosso Eusebio e di avere soppresso passaggi non ortodossi: quanto alla prima accusa vi sono prove abbondanti che l'"Apologia" è il lavoro congiunto di Panfilo ed Eusebio, contro la seconda può essere portata la testimonianza negativa di Fozio che aveva letto l'originale senza rilevare tracce di eresia.

### Altre opere
- I Canoni del presunto Concilio degli Apostoli ad Antiochia furono ascritti a Panfilo dal loro compilatore del tardo IV secolo.[5]
- Tra gli scritti associati a Eutalio, un sommario degli Atti degli Apostoli reca nella sua dedica il nome di Panfilo.[6]